# L'Histoire de ta vie
L'Histoire de ta vie (titre original : Story of Your Life) est un roman court de science-fiction écrit par Ted Chiang, publié en 1998 puis traduit en français et publié en 2006 dans le recueil La Tour de Babylone aux éditions Denoël. Il a obtenu le prix Nebula du meilleur roman court 1999 ainsi que le prix Theodore-Sturgeon 1999. Les principaux thèmes explorés par l'auteur sont le déterminisme, la langue, et l'hypothèse de Sapir-Whorf.
Une adaptation cinématographique, Premier Contact, écrite par Eric Heisserer et réalisée par Denis Villeneuve, est sortie en salles en 2016. Le film met en vedette Amy Adams, Jeremy Renner et Forest Whitaker. Il a été nommé pour huit Oscars, dont celui du meilleur film.

## Résumé
L'histoire est racontée par la linguiste Louise Banks, qui témoigne de son passé et de l'arrivée d'aliens, les heptapodes (nommés ainsi en raison de leurs sept « pattes ») venus pour entrer en contact avec l'espèce humaine. L'armée américaine recrute la linguiste Banks afin qu'elle communique avec eux et apprenne leur origine et leur but. Louise Banks et le Docteur Gary Donnelly, un physicien travaillant également pour les militaires, vont tenter de comprendre les extraterrestres.
Les heptapodes ont deux formes distinctes de langage : l'heptapode A est leur langue parlée, incompréhensible pour les humains. La compréhension de l'heptapode B, la version écrite de la langue des aliens, est au centre de l'intrigue. L'heptapode B a une structure complexe telle qu'un simple symbole ne peut pas être exclu sans changer tout le sens de la phrase.
L'heptapode B est expliqué par la compréhension des mathématiques et du principe de Fermat par les extraterrestres. Louise comprend que le système d'écriture des heptapodes vient de la façon dont ils perçoivent le temps, de façon simultanée, ce qui suggère que le libre arbitre ne change en aucun cas le cours des évènements, comme si tout était écrit d'avance. Lors du départ des heptapodes, un échange de cadeaux a lieu. Louise reçoit en cadeau la faculté de percevoir le temps de sa propre existence de façon simultanée, à la manière des heptapodes.
Le cadre de l'histoire, écrit au présent, indique que l'histoire est écrite au moment de la conception de sa fille. Les moments décrivant la vie de sa fille, de la naissance à la mort, sont décrits comme si Banks s'en souvenait mais il s'agit en fait de visions de son futur. On apprend ensuite, grâce à différents indices, que le père de l'enfant n'est autre que Donelly.